# ريتشارد ماجي أوسغود الابن
ريتشارد ماجي أوسغود الابن (بالإنجليزية: Richard M. Osgood) هو فيزيائي وأستاذ جامعي أمريكي، ولد في 28 ديسمبر 1943 في كانساس سيتي في الولايات المتحدة.